# Advantage Cars Prague Open by Moneta Money Bank 2023
L'Advantage Cars Prague Open by Moneta Money Bank 2023 è stato un torneo maschile e femminile di tennis professionistico. Il torneo maschile faceva parte della categoria Challenger 75 nell'ambito dell'ATP Challenger Tour 2023. Il torneo femminile faceva parte dell'ITF Women's World Tennis Tour nella categoria W60. Entrambi si sono giocati al I. Českého Lawn–Tenisového klubu di Praga, in Repubblica Ceca, dall'1 al 7 maggio 2023.

## Torneo maschile

### Teste di serie
| Nazionalità | Giocatore             | Ranking* | Testa di serie |
| ----------- | --------------------- | -------- | -------------- |
| Serbia      | Filip Krajinović      | 79       | 1              |
| Moldavia    | Radu Albot            | 103      | 2              |
| Argentina   | Juan Manuel Cerúndolo | 104      | 3              |
| Francia     | Hugo Gaston           | 106      | 4              |
| Ungheria    | Zsombor Piros         | 118      | 5              |
| Rep. Ceca   | Tomáš Macháč          | 123      | 6              |
| Svizzera    | Dominic Stricker      | 129      | 7              |
| Austria     | Sebastian Ofner       | 130      | 8              |

* Ranking al 24 aprile 2023.

### Altri partecipanti
I seguenti giocatori hanno ricevuto una wild card per il tabellone principale:
- Kalin Ivanovski
- Andrew Paulson
- Dalibor Svrčina

I seguenti giocatori sono entrati in tabellone come special exempt:
- Zdeněk Kolář
- Máté Valkusz

Il seguente giocatore è entrato in tabellone come alternate:
- Felipe Meligeni Alves

I seguenti giocatori sono passati dalle qualificazioni:
- Jan Choinski
- Dimitar Kuzmanov
- Federico Delbonis
- Federico Gaio
- Vitaliy Sachko
- Pablo Llamas Ruiz

## Torneo femminile

### Teste di serie
| Nazionalità | Giocatrice             | Ranking* | Testa di serie |
| ----------- | ---------------------- | -------- | -------------- |
| Ungheria    | Reka Luca Jani         | 131      | 1              |
| Australia   | Priscilla Hon          | 163      | 2              |
| Italia      | Nuria Brancaccio       | 170      | 3              |
| Spagna      | Jessica Bouzas Maneiro | 182      | 4              |
| Messico     | Fernanda Contreras     | 189      | 5              |
| Rep. Ceca   | Barbora Palicová       | 202      | 6              |
| Svizzera    | Celine Naef            | 210      | 7              |
| Stati Uniti | Elvina Kalieva         | 215      | 8              |

* Ranking al 24 aprile 2023.

### Altre partecipanti
Le seguenti giocatrici hanno ricevuto una wildcard per il tabellone principale:
- Tereza Valentova
- Lucie Havlíčková
- Dominika Šalková
- Victoria Bervid

La seguente giocatrice è entrata in tabellone con il ranking protetto:
- Kaylah Mcphee

Le seguenti giocatrici sono entrate in tabellone come special exempt:
- Veronika Erjavec
- Nikola Bartůňková

Le seguenti giocatrici sono passate dalle qualificazioni:
- Ilona Georgiana Ghioroaie
- Katarina Kuzmova
- Sarah-Rebecca Sekulic
- Valerija Strachova
- Ivana Sebestova
- Karman Thandi
- Jasmijn Gimbrere
- Anastasia Kulikova

La seguente giocatrice è entrata in tabellone come lucky loser:
- Ilinca Dalina Amariei

## Campioni

### Singolare maschile
Dominic Stricker ha sconfitto in finale  Sebastian Ofner con il punteggio di 7–6(7), 6–3.

### Doppio maschile
Petr Nouza /  Andrew Paulson hanno sconfitto in finale  Jiří Barnat /  Jan Hrazdil con il punteggio di 6–4, 6–3.

### Singolare femminile
Darja Semeņistaja ha sconfitto in finale  Jéssica Bouzas Maneiro con il punteggio di 2–6, 6–3, 6–4.

### Doppio femminile
Maja Chwalińska /  Jesika Malečková hanno sconfitto in finale  Aneta Kučmová /  Kaylah McPhee con il punteggio di 6–0, 7–6(5).